# Marmarth
Marmarth és una població dels Estats Units a l'estat de Dakota del Nord. Segons el cens del 2000 tenia 140 habitants.

## Demografia
Segons el cens del 2000, Marmarth tenia 140 habitants, 66 habitatges, i 35 famílies. La densitat de població era de 21,4 hab./km².
Dels 66 habitatges en un 21,2% hi vivien nens de menys de 18 anys, en un 40,9% hi vivien parelles casades, en un 9,1% dones solteres, i en un 45,5% no eren unitats familiars. En el 42,4% dels habitatges hi vivien persones soles el 18,2% de les quals corresponia a persones de 65 anys o més que vivien soles. El nombre mitjà de persones vivint en cada habitatge era de 2,12 i el nombre mitjà de persones que vivien en cada família era de 2,78.
Per edats la població es repartia de la següent manera: un 19,3% tenia menys de 18 anys, un 5% entre 18 i 24, un 30,7% entre 25 i 44, un 26,4% de 45 a 60 i un 18,6% 65 anys o més.
L'edat mediana era de 43 anys. Per cada 100 dones de 18 o més anys hi havia 98,2 homes.
La renda mediana per habitatge era de 29.219 $ i la renda mediana per família de 29.375 $. Els homes tenien una renda mediana de 24.821 $ mentre que les dones 20.625 $. La renda per capita de la població era de 17.865 $. Entorn del 10,2% de les famílies i el 16,1% de la població estaven per davall del llindar de pobresa.

## Poblacions més properes
El següent diagrama mostra les poblacions més properes.